# Katja Schneidtová
Katja Schneidtová (Schneidt, * 14. říjen 1970 Hanau) je německá spisovatelka. Na trhu se prosadila autobiografickou knihou Uvězněna v rodné zemi (německy 2011, česky nakladatelství Ikar 2014) o neúspěšném vztahu s mužem tureckého původu, který ji tyranizoval.
V roce 2016 kandidovala v hesenských komunálních volbách v Büdingenu za Sociálnědemokratickou stranu Německa.